# Discografia de Shinedown
A discografia da banda Shinedown consistem em seis álbuns de estúdios, um álbum ao vivo, quatro EP's , vinte e três singles.

### Álbuns de estúdio
| Ano  | Detalhes do Álbum                                                                                                   | Melhores posições | Melhores posições | Melhores posições | Melhores posições | Vendas        | Certificações                        |
| Ano  | Detalhes do Álbum                                                                                                   | EUA               | EUA Rock          | CAN               | RU                | Vendas        | Certificações                        |
| ---- | --- | ----------------- | ----------------- | ----------------- | ----------------- | ------------- | ------------------------------------ |
| 2002 | Leave a Whisper - Lançamento: 15 de outubro de 2002 - Formato(s): CD, download Digital - Gravadora(s): Atlantic     | 53                | —                 | —                 | —                 | - : 1.260.000 | - : Platina                          |
| 2005 | Us and Them - Lançamento: 04 de outubro de 2005 - Formato(s): CD, download Digital - Gravadora(s): Atlantic         | 23                | —                 | —                 | —                 | - : 1.000.000 | - : Platina                          |
| 2008 | The Sound of Madness - Lançamento: 24 de junho de 2008 - Formato(s): CD, download Digital - Gravadora(s): Atlantic  | 8                 | 3                 | 19                | 143               | - : 2.000.000 | - : 2× Platina - : Platina - : Prata |
| 2012 | Amaryllis - Lançamento: 27 de março de 2012 - Formato(s): CD, download Digital - Gravadora(s): Atlantic             | 4                 | 1                 | 7                 | 18                | - : 500.000   | - : Ouro                             |
| 2015 | Threat to Survival - Lançamento: 18 de setembro de 2015 - Formato(s): CD, download Digital - Gravadora(s): Atlantic | 6                 | 2                 | 8                 | 13                | - : 500.000   | - : Ouro                             |
| 2018 | Attention Attention - Lançamento: 04 de maio de 2018 - Formato(s): CD, download Digital - Gravadora(s): Atlantic    | 5                 | 1                 | 8                 | 8                 | - : 100.000   |                                      |

### Álbuns ao vivo
| Ano  | Detalhes do Álbum                                                                                             | Melhores posições | Melhores posições | Vendas      |
| Ano  | Detalhes do Álbum                                                                                             | EUA               | EUA Rock          | Vendas      |
| ---- | --- | ----------------- | ----------------- | ----------- |
| 2011 | Somewhere in the Stratosphere - Lançamento: 03 de maio de 2011 - Formato(s): CD, DVD - Gravadora(s): Atlantic | 83                | 21                | - : 500.000 |

### EP's
| Ano  | Detalhes do Álbum | Melhores posições | Melhores posições |
| Ano  | Detalhes do Álbum | EUA               | EUA Rock          |
| ---- | --- | ----------------- | ----------------- |
| 2006 | Shinedown EP - Lançamento: 20 de junho de 2006 - Formato(s): CD - Gravadora(s): Atlantic                                                                 | —                 | —                 |
| 2010 | iTunes Session - Lançamento: 06 de abril de 2010 - Formato(s): CD - Gravadora(s): Atlantic                                                               | 118               | 35                |
| 2013 | The Warner Sound Live Room EP - Lançamento: 28 de maio de 2013 - Formato(s): CD - Gravadora(s): Atlantic                                                 | —                 | —                 |
| 2014 | (Acoustic Sessions) - EP Pts. 1 & 2 by Smith & Myers - Lançamento: 28 de janeiro de 2014 e 18 de março de 2014 - Formato(s): CD - Gravadora(s): Atlantic | —                 | —                 |

## Singles
| Song                                      | Year | Peak chart positions | Peak chart positions | Peak chart positions | Peak chart positions | Peak chart positions | Peak chart positions | Peak chart positions | Peak chart positions | Peak chart positions | Peak chart positions | Album                |
| Song                                      | Year | EUA                  | EUA Adult            | EUA Alt.             | EUA Main.            | EUA Rock             | AUS                  | AUT                  | CAN                  | NZ                   | RU                   | Album                |
| ----------------------------------------- | ---- | -------------------- | -------------------- | -------------------- | -------------------- | -------------------- | -------------------- | -------------------- | -------------------- | -------------------- | -------------------- | -------------------- |
| "Fly from the Inside"                     | 2003 | —                    | —                    | 34                   | 5                    | —                    | —                    | —                    | —                    | —                    | —                    | Leave a Whisper      |
| "45"                                      | 2003 | —                    | —                    | 12                   | 3                    | —                    | —                    | —                    | —                    | —                    | —                    | Leave a Whisper      |
| "Simple Man"                              | 2004 | —                    | —                    | 40                   | 5                    | —                    | —                    | —                    | —                    | —                    | —                    | Leave a Whisper      |
| "Burning Bright"                          | 2004 | 107                  | —                    | 22                   | 2                    | —                    | —                    | —                    | —                    | —                    | —                    | Leave a Whisper      |
| "Save Me"                                 | 2005 | 72                   | —                    | 2                    | 1                    | —                    | —                    | —                    | —                    | —                    | —                    | Us and Them          |
| "I Dare You"                              | 2006 | 88                   | —                    | 8                    | 2                    | —                    | —                    | —                    | —                    | —                    | —                    | Us and Them          |
| "Heroes"                                  | 2006 | —                    | —                    | 28                   | 4                    | —                    | —                    | —                    | —                    | —                    | —                    | Us and Them          |
| "Devour"                                  | 2008 | 114                  | —                    | 13                   | 1                    | —                    | —                    | —                    | —                    | —                    | —                    | The Sound of Madness |
| "Second Chance"                           | 2008 | 7                    | 1                    | 1                    | 1                    | 8                    | 19                   | 13                   | 29                   | 32                   | 74                   | The Sound of Madness |
| "Sound of Madness"                        | 2009 | 85                   | —                    | 5                    | 1                    | 2                    | —                    | —                    | —                    | —                    | —                    | The Sound of Madness |
| "If You Only Knew"                        | 2009 | 42                   | 11                   | 7                    | 2                    | 4                    | —                    | —                    | 64                   | —                    | —                    | The Sound of Madness |
| "The Crow & the Butterfly"                | 2010 | 97                   | —                    | 6                    | 1                    | 1                    | —                    | —                    | 51                   | —                    | —                    | The Sound of Madness |
| "Diamond Eyes (Boom-Lay Boom-Lay Boom)"   | 2010 | 111                  | —                    | 17                   | 1                    | 7                    | —                    | —                    | —                    | —                    | —                    | The Sound of Madness |
| "Bully"                                   | 2012 | 94                   | —                    | 12                   | 1                    | 3                    | —                    | —                    | —                    | —                    | —                    | Amaryllis            |
| "Unity"                                   | 2012 | —                    | —                    | 22                   | 1                    | 9                    | —                    | —                    | —                    | —                    | —                    | Amaryllis            |
| "Enemies"                                 | 2012 | —                    | —                    | 29                   | 2                    | 29                   | —                    | —                    | —                    | —                    | —                    | Amaryllis            |
| "I'll Follow You"                         | 2013 | —                    | —                    | 31                   | 2                    | 25                   | —                    | —                    | —                    | —                    | —                    | Amaryllis            |
| "Adrenaline"                              | 2013 | —                    | —                    | —                    | 4                    | —                    | —                    | —                    | —                    | —                    | —                    | Amaryllis            |
| "Cut the Cord"                            | 2015 | 104                  | —                    | 34                   | 1                    | 10                   | —                    | —                    | —                    | —                    | —                    | Threat to Survival   |
| "State of My Head"                        | 2015 | —                    | —                    | 25                   | 1                    | 19                   | —                    | —                    | —                    | —                    | —                    | Threat to Survival   |
| "Asking for It"                           | 2016 | —                    | —                    | —                    | 2                    | 31                   | —                    | —                    | —                    | —                    | —                    | Threat to Survival   |
| "How Did You Love"                        | 2016 | —                    | —                    | —                    | 1                    | 22                   | —                    | —                    | —                    | —                    | —                    | Threat to Survival   |
| "Devil                                    | 2018 | 121                  | —                    | —                    | 1                    | 9                    | —                    | —                    | —                    | —                    | —                    | Attention Attention  |
| "—" denotes a release that did not chart. |      |                      |                      |                      |                      |                      |                      |                      |                      |                      |                      |                      |